# Bois de Demange, Saint-Joire
Bois de Demange, Saint-Joire este o arie protejată (sit de importanță comunitară — SCI) din Franța întinsă pe o suprafață de 463 ha, integral pe uscat.

## Localizare
Centrul sitului Bois de Demange, Saint-Joire este situat la coordonatele 48°34′11″N 5°24′22″E / 48.56972°N 5.40611°E.

## Înființare
Situl Bois de Demange, Saint-Joire a fost declarat arie specială de conservare în baza directivei 92/43 din 1992 referitoare la conservarea habitatelor naturale și a faunei și florei sălbatice pentru a proteja 3 specii de animale.

## Biodiversitate
Situată în ecoregiunea continentală, aria protejată conține 7 habitate naturale: Cursuri de apă de la nivel de câmpie la nivel montan, cu vegetație Ranunculion fluitantis și Callitricho-Batrachion, Liziere de ierburi înalte hidrofile de câmpie și de nivel montan până la alpin, Pante stâncoase calcaroase cu vegetație casmofită, Păduri pe pante, grohotișuri și ravene de Tilio-Acerion, Păduri de fag Asperulo-Fagetum, Formațiuni de Juniperus communis pe lande sau pajiști calcaroase, Păduri de stejar sau de stejar și carpen sub-atlantice și medio-europene de Carpinion betuli.
La baza desemnării sitului se află mai multe specii protejate:
- nevertebrate (1): Coenagrion mercuriale
- pești (2): zglăvoacă (Cottus gobio), Cottus perifretum

Pe lângă speciile protejate, pe teritoriul sitului au mai fost identificate 2 specii de plante, 6 specii de păsări, 2 specii de amfibieni, 1 specie de mamifere, 3 specii de reptile.